# Jaguar XE
O Jaguar XE é um veículo sedã médio executivo (segmento D) produzido pela Jaguar Cars, lançado em 2015.